# Dol (Stari Grad)
Dol je malo mjesto na otoku Hvaru južno od Starog Grada. Ima više od 300 stanovnika. 

## Zemljopisni položaj
Naselje je smješteno u dvije odvojene udoline između kojih se nalazi uzvišenje sa župnom crkvom Sv. Mihovila Arhanđela. U istočnoj dolini se nalazi Dol sv. Ane (nekad sv. Barbare), a u zapadnoj Dol sv. Marije (nekad sv. Petra).

## Ime
Smatra se da dvostruka imena dolaze od različitih bratovština ili posveta oltara. 

## Povijest
Prema predaji, Dol pripada među najstarija naselja na otoku što potvrđuju i arheološki nalazi u njegovoj okolici koji ukazuju na naseljenost područja od prapovijesti nadalje: ilirska gradina Purkin kuk, rimska villa rustica (gospodarsko imanje) Kupinovik, srednjovjekovna crkvica sv. Dujma iz 11. st. itd.

## Stanovništvo
| broj stanovnika | 492   | 570   | 698   | 895   | 942   | 844   | 844   | 798   | 666   | 643   | 613   | 497   | 439   | 396   | 348   | 311   | 305   |
|                 | 1857. | 1869. | 1880. | 1890. | 1900. | 1910. | 1921. | 1931. | 1948. | 1953. | 1961. | 1971. | 1981. | 1991. | 2001. | 2011. | 2021. |

## Kultura
Sjeverno od ceste Dol - Varbonj nalazi se botanički vrt Katovnica.

#### Arheološki lokaliteti
- Purkin kuk
- Kupinovik
- U okolici mjesta, na starom putu za Vrbanj, nalaze se neznatni ostatci srednjovjekovne crkvice sv. Dujma iz 11. st.
- Puhijada[4]

## Šport
U Dolu djeluje Nogometni klub "Sloga", osnovan 1936. Klub sudjeluje u Forskoj nogometnoj ligi.

## Sakralna arhitektura
- crkva sv. Ane
- crkva sv. Marije
- kapela sv. Roka
- župna crkva sv. Mihovila

## Mediji
- "Tartajun" - prva dolska informativno-zabavna publikacija koja izlazi jednom godišnje. Glavni i odgovorni urednik je Ivica Moškatelo, prof., a tehnički i grafički urednik je Šime Šurjak.

## Poznate osobe
- Jordan Kuničić, hrvatski teolog svjetskog glasa, dominikanac
- Petar Kuničić, hrv. pučki učitelj, pisac i rodoljub[5][6][7][8][9]
- Vinko Kuničić, hrv. muzikolog, skladatelj, dominikanac
- Kuzma Moskatelo, hrv. prevoditelj
- Nikola Moscatello, diplomat Kraljevine SHS pri Svetoj Stolici, savjetnik Kongregacije za istočne Crkve
- Verka Škurla-Ilijić, hrv. književnica, kći hrv. književnika Stjepka Ilijića[10]
- Augustin Pavlović

U Dolu je u Duževim dvorima živio hrvatski slikar, veliki zaljubljenik u otok Hvar, Marin Ribarić.